# 藤田航生
藤田 航生（ふじた こうき、1997年12月11日 - ）は、青森県弘前市出身の元プロ野球選手（投手）、理学療法士。左投左打。

## 経歴

### プロ入り前
中学生時代は硬式野球チーム「弘前シニア」に所属していた。青森県立弘前工業高等学校では甲子園出場経験は無い。高校通算奪三振率は11.65だった。
2015年10月12日に行われたプロ野球ドラフト会議で埼玉西武ライオンズから9巡目で指名を受け、契約金1,000万円、年俸500万円（金額は推定）で仮契約を結んだ。背番号は「67」に決まった。

### 西武時代
2016年は二軍で1試合の登板にとどまり、2017年も一軍登板はなく、二軍で3試合に登板し防御率は18.00だった。現役引退時に明かしたイップスの症状は1年目の段階から発症していたとされる。
2018年5月、スリークォーターからサイドスローに転向。同年は二軍公式戦13試合の登板で防御率4.15、2019年は二軍公式戦27試合の登板で1勝1敗、防御率5.87と、内容が良くないながらも登板機会を増やしていった。2019年12月31日には一般女性と結婚。
2020年は二軍公式戦8試合の登板にとどまり、防御率13.50の成績に終わった。結局5年間で一度も一軍登板がないまま、11月3日に西武より来季の契約を結ばないことが発表され、現役引退する意向を示した。

### 現役引退後
戦力外通告を受けて現役引退する意向を示した際、プロ生活の中でイップスになったことを明かした。高校時代に怪我をした際、理学療法士を志した経験があることから、引退後はそういった苦しんでいる人を手助けする活動を行えるようになりたいと語っている。理学療法士を目指して、2021年4月より埼玉県の3年制の専門学校の夜間部に通う。また、在学中の昼間は株式会社スマイルランド（カーミニーク）上尾TOWER店に勤務し、社会人としてのマナーなども学んだ。2022年5月14日のベルーナドームでの「ライオンズ獅子女デー」で俳優の玉木宏がセレモニアルピッチを務めた際には、藤田が「CAR3219」のロゴの入ったランボルギーニを運転して玉木をマウンドまで送った。
2024年3月に専門学校を卒業し、同月に理学療法士国家試験にも合格した。同年4月より、現役時代に所属した西武に理学療法士補佐として所属することとなった。理学療法士としての経験を積むため、研修を兼ねて、同月から開院したライオンズ整形外科クリニックに派遣されている。

## 選手としての特徴
最速140kmの直球に、変化球はスライダーとチェンジアップ、縦に割れるカーブを投げる。
しかし、プロ生活中にはイップスに悩まされ、現役最終年の2020年の春季キャンプ中の紅白戦では、球速が120km/h程度しか出ず、コントロールも打者の背中を通る投球を連発するほどになっていた。引退決断後の毎日新聞の取材に対して、イップス発症からその後について語っており、1年目の新人合同自主トレーニングでキャッチボール中に暴投した際、キャッチボール相手の先輩選手がボールを走って捕りに行っている姿を見てから、まともに投げられなくなってしまったという。故郷から離れた西武では相談を打ち明けられる相手がおらず、悩み続けて1時間しか眠れないこともあった。3年目の春にようやくトレーナーに自身の状態を打ち明け、投球フォームの転向や、ソフトボールやソフトテニスのボール、硬球をランダムに投げる練習などイップスに対するトレーニングを積んだ。結果、二軍での登板数を増やすことができたものの、長続きはせず、ブルペンで肩を作る段階でも怖がってしまう状況だった。イップスによる投球への恐怖を抱える中でブルペン捕手の中田祥多はよく励ましてくれたといい、中田へ感謝の言葉を述べている。

## 詳細情報

### 年度別投手成績
- 一軍公式戦出場なし

### 背番号
- 67（2016年 - 2020年）